# Броварки (Лубенський район)
Брова́рки —  село в Україні, у Лубенському районі Полтавської області. Населення становить 82 осіб. Колишній орган місцевого самоврядування — Снітинська сільська рада.

## Географія
Село Броварки знаходиться за 4,5 км від лівого берега річки Сула, за 1 км від села Ремівка.

## Історія
12 червня 2020 року, відповідно до розпорядження Кабінету Міністрів України № 721-р «Про визначення адміністративних центрів та затвердження територій територіальних громад Полтавської області», село увійшло до складу Лубенської міської громади.
19 липня 2020 року, в результаті адміністративно - територіальної реформи та ліквідації Лубенського району(1923-2020), село увійшло до складу новоутвореного Лубенського району.

## Населення
Згідно з переписом УРСР 1989 року чисельність наявного населення села становила 123 особи, з яких 50 чоловіків та 73 жінки.
За переписом населення України 2001 року в селі мешкали 82 особи.

### Мова
Розподіл населення за рідною мовою за даними перепису 2001 року:
| Мова       | Відсоток |
| ---------- | -------- |
| українська | 97,56 %  |
| російська  | 2,44 %   |